# よういどん
「よういどん」とは、1980年9月より発行された年少版こどものとも42号。文：渡辺茂男、絵：大友康夫。後に絵本として出版される。
兎と熊と鼠と猫と縞馬は、平均台や鉄棒や跳び箱やトンネルや網の競争の絵本。

## 書誌情報
- 初版年月日：1986年09月25日、ISBN 978-4-8340-0054-2

| スタブアイコン | サブスタブ | この項目は、まだ閲覧者の調べものの参照としては役立たない、文学に関連した書きかけの項目です。この項目を加筆・訂正などしてくださる協力者を求めています（P:文学、PJ:ライトノベル）。項目が小説家・作家の場合には{Writer-substub}を、文学作品以外の本・雑誌の場合には{Book-substub}を貼り付けてください。 |